# 건천리층
건천리층(Geoncheonri Formation, Kansenri formation, 乾川里層)은 중생대 백악기 경상 누층군 하양층군의 퇴적암 지층이다. 건천리층은 채약산 분암층 상위의 지층으로, 대개 흑색과 암회색의 셰일 및 실트스톤으로 구성된다. 경주시 건천읍을 중심으로 분포하며 두께는 대구-경산 지역에서 약 800 m이다. 

## 연구

### 고지자기
건천리층의 고지자기를 측정한 결과 정자극기의 방향으로 자화되어 있으며, 건천리층은 백악기 말 상파뉴절(Campanian; 70.6–83.5 Ma) 중기-말기에 약 400만년간 퇴적된 지층일 것으로 추정된다.

### 탄소 동위원소
탄소동위원소 분석 결과 건천리층이 퇴적될 당시 경상 분지는 반건조-아습윤 (강수량 400~700 mm)의 기후를 나타내며 건천리층의 δ13CTPM 값은 타 지역의 전호(forearc) 지역보다 높은데 이는 그 당시 경상 분지의 기후가 전호 지역보다 더 건조했고 이러한 건조 기후는 이자나기판의 섭입으로 화산 활동이 활발해져 대륙과 전호 사이에 일종의 방어막(barrier; uplift of the accretionary complex)이 형성되어 경상 분지가 바람그늘(rain-shadow) 사면에 들어간 것에 기인한 것으로 보인다.

## 지역별 지질

### 경주시,영천시
모량 지질도폭(1971)에 의하면 경주시 건천읍 화천리, 모량리와 산내면 감산리, 내일리, 의곡리에 분포하고 있다. 본 층에 대하여 다테이와 이와오(立岩巖, 1929)는 채약산 분암층을 정합적으로 피복하고, 주사산 안산암에 의해 관입당하고 있다고 설명하고 있다. 본 층의 주향과 경사는 곳에 따라 다르다. 건천읍 화천리의 모량 단층을 중심으로 그 동쪽의 벽도산 부근에서는 북서 15°및 남서 22°, 본 층의 남부 529 m 고지 부근에서는 북동 70°및 남동 12°로서 다소 변한다. 모량 단층 서쪽에서는 일반적으로 주향이 북서 15~45°및 경사는 남서 8~15°이다.
영천시 대창면 용호리 14에 위치한 영지사(도로명주소 : 대창면 영지길 471) 입구에는 아래 사진과 같이 건천리층 노두에 공룡 발자국의 화석이 드러나 있다. 주차장과 안내판이 있으며 화석은 이구아노돈 계통의 공룡으로 12개 정도 드러나 있다.
영천시 대창면 용호리 영지사 입구의 이구아노돈 공룡 발자국 화석
- 회색의 건천리층과 공룡 발자국 화석
북위 35° 50′ 38.4″ 동경 128° 57′ 00.6″ / 북위 35.844000°  동경 128.950167°

최성자(1987)에 의해 하부 건천리층에서 다량의 Charophyte 화석이 산출되었으며 이들은 4속 6종으로 분류되었다. 이 화석에 의해 건천리층의 지질시대는 백악기 압트절(Aptian) 내지 알비절(Albian)에 해당할 것으로 보인다.
건천-아화 지역에 분포하는 건천리층으로부터 총 18속 32종의 포자화분화석이 보고되었다. 화석군의 특징으로 보아 건천리층의 지질시대는 백악기 압트절(Aptian) 내지 알비절(Albian)에 대비되고 Corollina와 Ephedripites 포자화분 화석군이 지시하는 건천리층 퇴적 당시의 기후는 온난 건조했던 것으로 추정된다.
장기홍(1989)은 경주시 서면 운대리 지역에서 윤조화석 Obtusochara cylindrica, Obtusochara sp., Mesochara sp.을 발견하였다.

### 대구광역시
대구광역시 내에서 대구층 상위에 놓인 건천리층은 북동 주향에 남동쪽으로 16~20° 정도 기울어 있으며 수성구 고산3동의 고산(95.3 m) 주변과 가천역 남쪽의 우산(123.9 m)-천을산(156 m)-제5군수지원사령부 일대에 소규모 분포한다. 아래 사진과 같이 가천역과 우산 부근에서 이 지층의 노두를 잘 볼 수 있으나 대부분 지층의 원래 색(암회색)을 알아볼 수 없을 정도로 심하게 풍화되어 있다. 이 지층은 주로 암회색의 셰일, 사암, 이암으로 구성되며 연흔과 건열 구조가 발달하고 박층의 암회색 석회암이 협재된다. 지층의 두께는 약 800 m이다.
대구광역시 수성구 가천역 일대의 건천리층 노두
- 가천역 서쪽의 노두
대구광역시 수성구 가천동 산 7-2
- 왼쪽 사진의 노두를 가까이서 촬영한 모습이다.
- 가천역 남쪽의 노두
대구광역시 수성구 가천동
- 가천역 동쪽 경부선 철도 및 천을로 23길 도로 절개사면의 노두
대구광역시 수성구 매호동 산 33
- 가천역 남동쪽 천을로 23길 근처의 노두
대구광역시 수성구 매호동
- 가천역 남쪽 천을로 23길 근처의 노두
대구광역시 수성구 가천동
- 가천역 남쪽 천을로 23길 근처의 노두
대구광역시 수성구 가천동
북위 35° 51′ 02.5″ 동경 128° 42′ 24.4″ / 북위 35.850694°  동경 128.706778°
- 가천역 서쪽 대구부산고속도로 아래 고모로 26길 근처의 노두
대구광역시 수성구 가천동 846
- 가천역 서쪽 천을로 23길 근처의 노두
대구광역시 수성구 고산3동 (가천동)
- 매호천 하천변 도로 사면의 노두
대구광역시 수성구 매호동 산 20

### 경산시
경산 지질도폭(1971)에서의 자인층이 건천리층에 해당한다. 이에 대해서는 자인층 문서를 참조하라. 경산시의 지방도 제919호선 북쪽 사면에서 거북이 Kirgizemys의 껍질 파편 화석이 발견되었다. 이는 한반도의 중생대 퇴적층에서 보고된 최초의 거북이 화석이다.
| 도폭     | 구성 암석                                     | 산출 화석                      | 두께 (m) |
| -------- | --------------------------------------------- | ------------------------------ | -------- |
| 대구도폭 | 암회색의 셰일, 사암, 이암, 암회색 석회암 협재 | -                              | 800      |
| 영천도폭 | 암회색의 셰일, 사암, 이암, 암회색 석회암 협재 | 영지사 이구아노돈 화석         | 800      |
| 경주도폭 | 암회색의 셰일, 사암, 이암, 암회색 석회암 협재 | 포자화분 화석 (건천-아화 지역) | 800      |
| 모량도폭 | 흑색 셰일, 녹회색 셰일, 혼펠스                | -                              |          |

## 같이 보기
- 한국의 지질
- 경상 누층군
- 대구광역시의 지질
- 진동층
- 대구층
- 반야월층
- 자인층